# Kognitivismus
Der Kognitivismus bezeichnet eine Hauptströmung der Lerntheorien. Sie ist vom Behaviorismus und Konstruktivismus zu unterscheiden und geprägt von den unterschiedlichen Einflüssen der Disziplinen Philosophie, Psychologie und Linguistik. Im Mittelpunkt des Kognitivismus stehen die individuelle Informationsverarbeitung sowie die dazugehörigen Denk- und Verarbeitungsprozesse der Lernenden.
Die ersten Wurzeln des Kognitivismus finden sich in den 1950er Jahren und basieren hauptsächlich auf den Arbeiten von Edward Tolman (Wegbereiter des Kognitivismus), Kurt Lewin (Gestaltpsychologe), Jerome Bruner (Initiator der kognitiven Wende – die Entwicklungsphase vom Behaviorismus zum Kognitivismus) und Jean Piaget (Entwicklungspsychologe). Weitere wichtige Vertreter des Kognitivismus sind Jerry Fodor mit seiner Modularitätstheorie des Geistes und Dietrich Dörner mit der PSI-Theorie.

## Bezug zur Kognitionspsychologie
Die lerntheoretischen Erkenntnisse des Kognitivismus stammen aus der Kognitionspsychologie, die ein Beispiel für das übergreifende Denken in den Sozialwissenschaften ist. Gemeint ist hier das Übernehmen und Einbauen der Erkenntnisse anderer Disziplinen. So schreiben Willig und Kommerell, dass das „Lernen durch Eigensteuerung […] in den letzten Jahrzehnten eine immer stärkere Bedeutung innerhalb der Lerntheorien gewonnen [hat], weil die Psychologie die Komplexität des menschlichen Lebens nicht mit einfachen Erklärungen abbilden kann.“

## Kognition
Der Begriff Kognition (engl. cognition; lat. cognitio = Erkenntnis, Vorstellung, Begriff, Wiedererkennen) schließt zum einen die Fähigkeit ein, bestimmte Gesetzmäßigkeiten zu erkennen (= Denken). Dieser Prozess umfasst die Aufnahme, Verarbeitung und Bewertung von Informationen. Zum anderen ist das Vorhandensein von sowie der Rückgriff auf Vergleichswissen (= Gedächtnis) inbegriffen. Kurz gesagt handelt es sich hierbei um die Gesamtheit aller Vorgänge, welche der Aufnahme, Verarbeitung und Speicherung von Informationen dienen. Aus diesem Grund werden auch alle Theorien, die ihren Blick auf geistige Vorgänge richten, kognitionstheoretische Modelle genannt. Verwiesen sei an dieser Stelle beispielhafterweise auf das Modell-Lernen von Albert Bandura.
Beispiele für kognitive Prozesse sind nach Holzinger: 
- Begriffsbildung,
- Wahrnehmung,
- Wiedererkennung und
- schlussfolgerndes Denken.[8]

Eine Begrifflichkeit, welche sich in der modernen Psychologie finden lässt, ist die „Kognitive Dissonanz“. Der Hintergrund dabei ist das Streben des Menschen nach Übereinstimmung innerhalb seines Denkgefüges sowie zwischen seinem Denken und Handeln. Ein innerer Konflikt (bzw. die „kognitive Dissonanz“) entsteht demnach dann, wenn der Mensch anders handelt, als er denkt, oder wenn er zwei grundsätzlich verschiedene Meinungen vertritt.

## Kognitivismus
Kognitivistische Lerntheorien gehen davon aus, dass das Lernen durch Prozesse und Zustände beeinflusst wird, die zwischen Reiz und Reaktion liegen. Die dabei entscheidenden „innerpsychischen Vorgänge“ werden als Informationsverarbeitungsprozesse betrachtet, mit denen sich Vorgänge wie Auffassung, Lernen, Planung, Einsicht und Entscheidungen erklären lassen. 

### Kognitivismus und Abgrenzung zu anderen Lerntheorien
Eine völlig einheitliche Richtung bei kognitionstheoretischen Modellen gibt es nicht, da die einzelnen Ansätze unabhängig voneinander entstanden sind. Dennoch sind einige Grundannahmen gemeinsam. So wird bspw. angenommen, dass kognitive Prozesse und Strukturen einen erheblichen Einfluss auf das Verhalten und Erleben eines Menschen ausüben, denn das innere kognitive System steht immer in Wechselwirkung mit den Informationen von außen. Der Lernende verarbeitet neue Informationen unter Einbeziehung bereits vorhandener Informationen und passt diese in ein organisiertes Netz vorhandenen Wissens, auch als Schema (Ulrich Neisser, 1976) bezeichnet, ein.
Die Ansicht des Behaviorismus, dass der Mensch ein Wesen sei, welches nahezu ausschließlich von Umweltreizen beherrscht werde und sein Verhalten nach aus der Umwelt kommenden Belohnungen und Strafen ausrichte, wird allerdings im Zuge des Kognitivismus aufgegeben. Kognitive Lernpsychologen gehen davon aus, dass nicht nur die Umweltreize an sich schon Erleben und Verhalten bewirken, sondern dass es wesentlich darauf ankommt, wie ein Mensch Umweltereignisse wahrnimmt, gedanklich verarbeitet und bewertet. Mit anderen Worten sind sie davon überzeugt, dass sich beim Lernen weit komplexere Prozesse abspielen als die passive Bildung neuer Reiz-Reaktions-Verknüpfungen. Somit wird auch die Vorstellung abgelehnt, das Gehirn sei eine sogenannte „Blackbox“ oder ein „passiver Behälter“, wobei nur die äußeren Bedingungen (Input und Output) interessieren und sowohl Gefühle als auch Gedanken nicht berücksichtigt werden. Auch die klassische Konditionierung wird eher als aktiver Prozess betrachtet, bei dem der Organismus etwas über die Beziehung zweier Ereignisse lernt, und nicht als automatische Prägung von Reizverbindungen (Rescorla, 1988).
Eine weitere und sehr bedeutende Lerntheorie neben dem Kognitivismus ist der Konstruktivismus. Da die Lernvorgänge aus konstruktivistischer Sicht je nach individuellen Erfahrungen von unterschiedlichen Prozessen beeinflusst werden, befassen sich die lernpsychologischen Konstruktivisten besonders mit der subjektiven Interpretation und Konstruktion bei Lernvorgängen. Mit anderen Worten: Was jemand unter bestimmten Bedingungen lernt, hängt somit stark von dem Lernenden selbst und seinen Erfahrungen ab.
Im Vergleich zum Behaviorismus (der „Speicherung“ von Wissen) und zum Konstruktivismus (der „Konstruierung“ von Wissen) geht es im Kognitivismus um die „Verarbeitung“ von Wissen.
Wesentliches Merkmal des Kognitivismus in Abgrenzung zum Konstruktivismus ist sein philosophischer Objektivismus, das heißt, das Individuum wird nicht in seiner subjektiven Wahrnehmung der Welt betrachtet, sondern anhand seiner psychischen Strukturen und Prozesse. 

### Das Menschenbild des Kognitivismus
Die Kognitivisten akzeptieren den Menschen zunehmend als Individuum, das nicht fremd „gesteuert“, sondern selbstständig ist und Reize der Umwelt unterschiedlich verarbeiten kann. Mit dieser Fähigkeit, das heißt der Fähigkeit zu Denken, hebe sich der Mensch von der Tierwelt ab. Als Ergänzung hierzu schreiben Willig und Kommerell: „Jeder Mensch kann sein Leben weitgehend durch Einsicht und Vernunft gestalten. Er kann sogar gegen die Lerngesetze handeln, indem er sich gedanklich selbst belohnt.“ Durch die in der Psyche des Menschen ablaufenden Informationsverarbeitungsprozesse und die Eigenständigkeit des Menschen nehmen die Kognitivisten an, dass die von ihm durchgeführten Handlungen zielgerichtet sind.

### Der konkrete Lernvorgang im Kognitivismus
Aus Sicht des Kognitivismus läuft ein Lernvorgang wie ein klassischer „Informationsverarbeitungsprozess“ ab. Konkret heißt dies, dass das Gehirn in Analogie zu technischen Systemen als „informationsverarbeitendes Gerät“ die entsprechend (z. B. multimedial) verschlüsselten Informationen über die Sinnesorgane aufnimmt. Diese werden anschließend mit dem individuell zur Verfügung stehenden Vorwissen verarbeitet und zu einem sogenannten „Output“ generiert. Somit können die Ausgaben (abhängig vom jeweiligen Vorwissen) trotz gleicher Informations„eingabe“ bei den verschiedenen Lernenden unterschiedlich ausfallen. Das grundsätzliche Kommunikationsmodell mit Sender, Übertragung (über ein Medium) und Empfänger kann so auf Instruktion angewendet werden. Das zugehörige Lernarrangement nennt man Instruktionslernen. 
Besonders interessant sind in diesem Zusammenhang auch die Kognitiven Entwicklungstheorien. Denn die von Piagets Forschungen geprägten Ergebnisse dieses Gebietes zur Entwicklung der menschlichen Intelligenz wollen darüber aufklären, „[…] auf welche Weise sich der Mensch die Welt kognitiv aneignet und welche charakteristischen Stufen dieses Erkenntnisvermögen dabei durchläuft.“
Piaget beschreibt dabei zwei grundlegende Lernprozesse als Austauschvorgänge mit der Umwelt. Er geht dabei davon aus, dass Handlungsweisen in sogenannten „Schemata“ zusammengefasst werden. Beim Prozess der Akkommodation wird ein bestehendes Schema der Umwelt „angepasst“, wobei hingegen bei der Assimilation ein Schema „angewendet“ wird.

## Kritik am Kognitivismus
Kritisiert wird zum einen die einseitige Konzentration auf Informationsverarbeitungsprozesse während des Lernvorgangs. So könnten die Aspekte der Informationsbearbeitung zwar eine Rolle für die Erklärung von Lernvorgängen spielen, allerdings nicht als alleiniges Erklärungsmodell dienen. Zum anderen zielt die Kritik auf die objektivistische Sichtweise des Kognitivismus mit der Vorstellung von einer einzigen, objektiv wahren und erkennbaren Realität. Demnach würde Wissen extern und unabhängig vom Bewusstsein existieren und in individuellen internen Prozessen lediglich unterschiedlich aufgenommen und verarbeitet. Zudem werden die Schwierigkeiten der Kognitivisten betont, körperliche Fertigkeiten zu erklären, und auch damit, dass der Informationsfluss im menschlichen Gehirn mit seiner sehr komplexen Neuronenaktivität bis heute nicht genau beobachtet und interpretiert werden kann.